# Susanne Schieble
Susanne Schieble (geb. 1971) ist eine Autorin, Dozentin und Bühnenkünstlerin. 

## Leben und Werk
Schieble studierte Neuere Deutsche Literaturwissenschaft und Philosophie an der Universität zu Köln. Sie promovierte 2009 zum Postulat des bildlosen Denkens des französischen Philosophen Gilles Deleuze und Peter Handkes Roman Der Bildverlust oder durch die Sierra de Gredos.
Schieble arbeitet als Dozentin in der Erwachsenenpädagogik. Sie spielt Theater, tritt als Kabarettistin auf und war im in Hannover spielenden Musical Kröpcke zu sehen. Ihre schriftstellerische Tätigkeit begann Schieble 2011 mit der Veröffentlichung eines Bandes mit Gedichten und Kurzgeschichten. Seit 2022 schreibt Schieble Kriminalromane, die sich um die von Köln nach Hannover versetzte Kriminalkommissarin Williamson drehen. 
Schieble engagiert sich ehrenamtlich als Präsidentin der Deutsch-Japanischen Gesellschaft Hannover Chado-Kai e.V. Sie lebt in Hannover.

## Veröffentlichungen
- Bildlose Bildlichkeit – Deleuzianische Lektüren, Verlag Dr. Kovac, Hamburg, 2010, ISBN 978-3-8300-5196-1
- Breit' ich meine Flügel aus… Gedichte und Kurzgeschichten, Medu, Dreieich bei Frankfurt, 2010, ISBN 978-3-941955-49-3
- Hannover Helau, CW Niemeyer Buchverlage, Hameln, 2022,  ISBN 978-3-8271-9380-3
- Weihnachtsanektötchen – spannende Geschichten aus Hannover, CW Niemeyer Buchverlage, Hameln, 2023, ISBN 978-3-8271-9331-5
- Vorstadtidylle, CW Niemeyer Buchverlage, Hameln, 2023, ISBN 978-3-8271-9343-8
- Todes Visier: Hannover-Krimi, CW Niemeyer Buchverlage, Hameln, 2024, ISBN 978-3-8271-9320-9